# Fausto Campi und die Leonardos
Fausto Campi und die Leonardos war eine deutsche Schlager-Band, die in den 1950er-Jahren aktiv war. Ihre gemeinsam mit Silvio Francesco aufgenommene Single He Mr. Banjo, eine deutsche Coverversion des englischen Hey, Mr. Banjo von The Sunnysiders, erschien 1955 und wurde ein Nummer-eins-Hit in Deutschland. Sie führte zudem die Singlecharts im Oktober 1955 an.

## Diskografie (Auswahl)
| Jahr | Titel Album                         | Höchstplatzierung, Gesamtwochen, AuszeichnungChartsChartplatzierungen (Jahr, Titel, Album, Platzierungen, Wochen, Auszeichnungen, Anmerkungen) | Anmerkungen                                    |
| Jahr | Titel Album                         | DE | Anmerkungen                                    |
| ---- | ----------------------------------- | --- | ---------------------------------------------- |
| 1955 | In Yucatan                          | DE6 (12 Wo.)DE | B-Seite: Buenos Aires Shellac, 10"; Polydor    |
| 1955 | Wenn das Banjo, das Banjo erklingt  | DE6 (16 Wo.)DE | mit Silvio Francesco                           |
| 1955 | Im ersten Drittel von Mittelamerika | DE14 (8 Wo.)DE |                                                |
| 1955 | He Mister Banjo                     | DE1 (20 Wo.)DE | mit Silvio Francesco 7", Single; Polydor       |
| 1956 | In Peru sind die Mädchen gefährlich | DE21 (8 Wo.)DE | B-Seite: Die Blaue Taverne 7", Single; Polydor |

Weitere Singles
- 1956: Fausto Campi und die Leonardos, die Gloria-Sisters und das Orchester Max Greger: Tanz Bei Onkel Joe (7", EP; Polydor)

## Belege
1. ↑  The Sunnysiders – Hey, Mr. Banjo auf cover.info, abgerufen am 31. Juli 2023.
2. ↑  Chartquellen: DE